# 阿根廷南極屬地
阿根廷南极属地（西班牙語：或）是阿根廷主張的其在南極大陸所擁有主權的一塊地區。阿根廷屬南極地區包括了南極半島的部份地區和威德爾海沿岸的部份地區。包括了西經25度至西經74度之間，南緯60度以南，以南極点為中心的扇形地區。面積965,597平方公里。然而，阿根廷對南極的主權主張并不為國際社會所承認。此外，根據阿根廷參加的《南極條約》，所有國家對南極地區的領土主權要求都處在被凍結狀態。

## 象征

自1950年以來的阿根廷南极属地的地圖

阿根廷南極屬地的旗帜在1999年采用，由一位来自阿根廷恩特雷里奥斯省的女设计师设计:第118页。旗帜被昵称为信天翁，其橙黄色部分是对阿根廷火地岛省地理的表达，蓝色象征天空和土地周围环绕的海洋，南十字表达的是夜晚的天空，旗帜中央的白色信天翁是当地的鸟类是对飞向自由的象征:第119页。

## 阿根廷南极观测、科考站
埃斯佩兰萨站和马兰比奥站是阿根廷在南极最大的观测站，埃斯佩兰萨站在2010年10月人口普查中有66人（9个家庭、16名儿童），马兰比奥站在夏季有200人，冬季有55人和27栋房屋，占地面积20，000平方米。

## 人口
1978年1月7日，在南极洲靠近南极半岛的埃斯佩兰萨站（Esperanza Base）的福廷萨亨托卡布拉尔（Fortín Sargento Cabral）诞生了南极洲的第一个人类婴儿埃米利欧·马科斯·帕尔玛（Emilio Marcos Palma）。同年的3月27日，在同样的基地又诞生了南极洲的第一个女婴儿。1980年，在这个基地诞生了6个孩子。在这里也设有民事登记处，上述出生、结婚等事件也已在这里办理。

## 外部連結
- Argentine Bases
- Marambio Base （页面存档备份，存于） (Spanish/English)
- Dirección Nacional del Antártico: Bases
- Argentine Antarctica History (Spanish)

75°00′S 49°30′W / 75.000°S 49.500°W